# Hartland (Canada)
Pour les articles homonymes, voir Hartland.
Hartland est une ville du Comté de Carleton situé à l'ouest du Nouveau-Brunswick, au Canada.

## Toponyme
Hartland s'appelait à l'origine Mouth of Becaguimec (l'embouchure de la rivière Becaguimec). Le nom actuel fut donné vers 1870. Il y a trois théories quant à son origine :
- James R. Hartley, un député du comté de Carleton
- Samuel Hart, un prêtre local
- Pour la position au cœur du comté de Carleton (heart signifie cœur en anglais)[1].

## Géographie

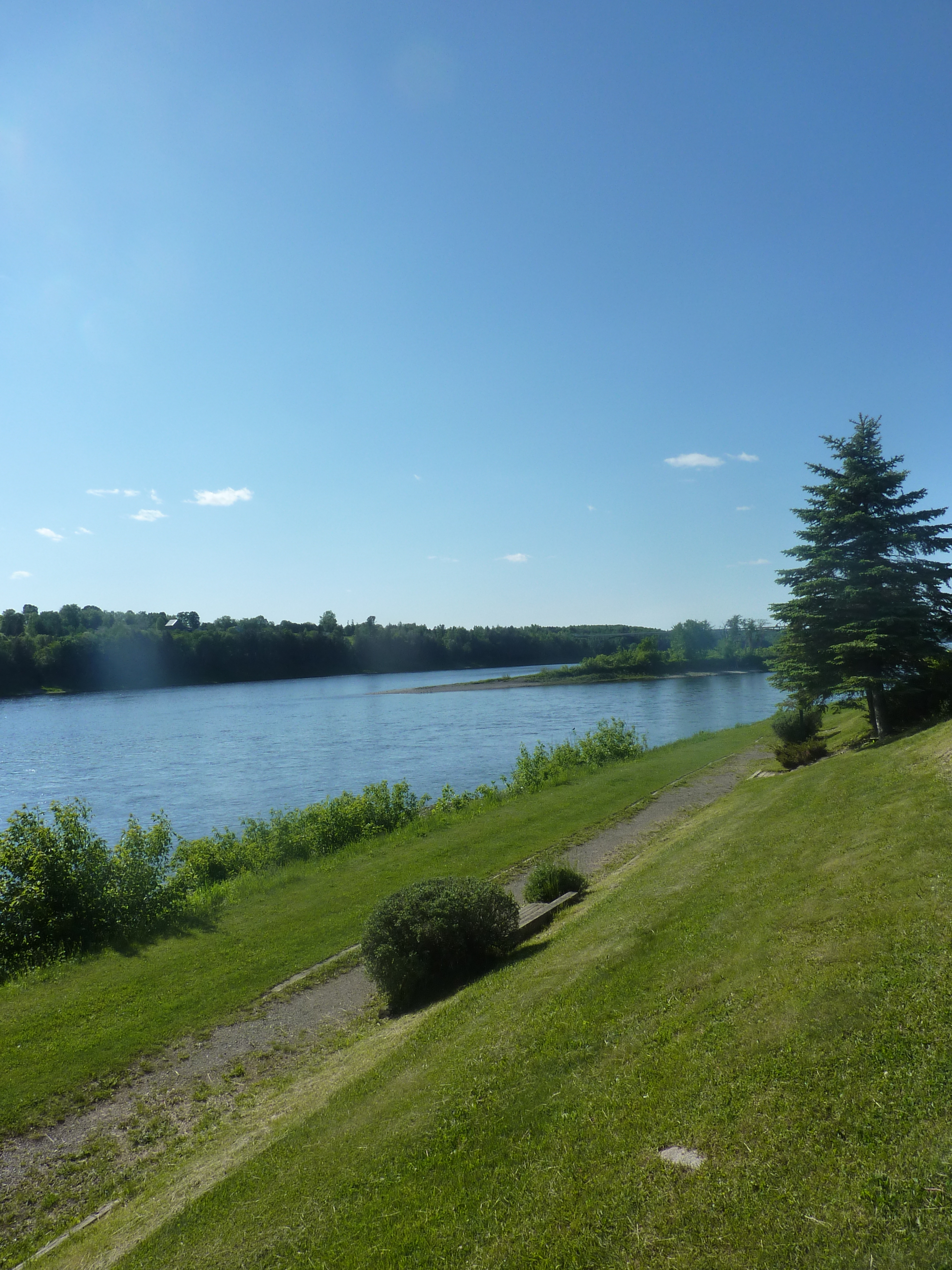
Fleuve Saint-Jean à Hartland

### Situation
Hartland est situé sur la rive gauche (est) du fleuve Saint-Jean, dans le comté de Carleton, à 125 kilomètres au nord-ouest de Fredericton.
La ville forme une enclave dans la paroisse de Brighton. Au-delà du fleuve, à l'ouest, se trouvent, du nord au sud, la paroisse de Simonds, Somerville et la paroisse de Wakefield.

### Logement
(septembre 2024).
La ville comptait 371 logements privés en 2006, dont 355 occupés par des résidents habituels. Parmi ces logements, 74,6 % sont individuels, 0,0 % sont jumelés, 0,0 % sont en rangée, 2,8 % sont des appartements ou duplex et 21,1 % sont des immeubles de moins de 5 étages. 76,1 % des logements sont possédés alors que 23,9 % sont loués. 76,1 % ont été construits avant 1986 et 8,5 % ont besoin de réparations majeures. Les logements comptent en moyenne 7,2 pièces et 0,0 % des logements comptent plus d'une personne habitant par pièce. Les logements possédés ont une valeur moyenne de 105 454 $, comparativement à 119 549 $ pour la province.

## Histoire
Hartland est situé dans le territoire historique des Malécites. L'embouchure de la rivière Becaguimec compte une fameuse fosse à saumons, signifiant que les Malécites y faisaient probablement des provisions. Il y a également une rivière et un lac indiens en amont de cette rivière. La ville est fondée en 1790 par William Orser, un loyaliste new-yorkais ayant habité auparavant dans la basse vallée du fleuve,. Hartland est par la suite un centre commercial pour la campagne environnante. Plusieurs petites manufactures s'y installent au XIXe siècle. L'économie se spécialise dans le transport et la fabrication au cours du XXe siècle. Hartland est constitué en municipalité le 2 octobre 1918. L'école communautaire Hartland est inaugurée en 2007.

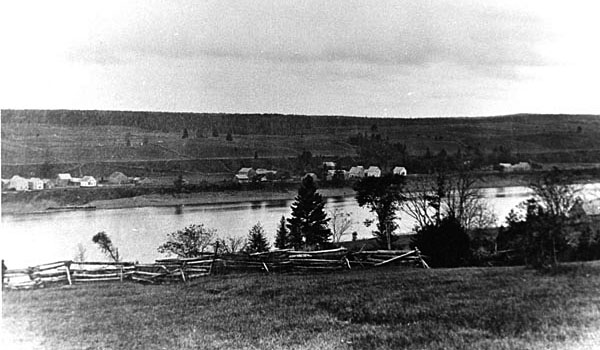
Vue du village en 1865.
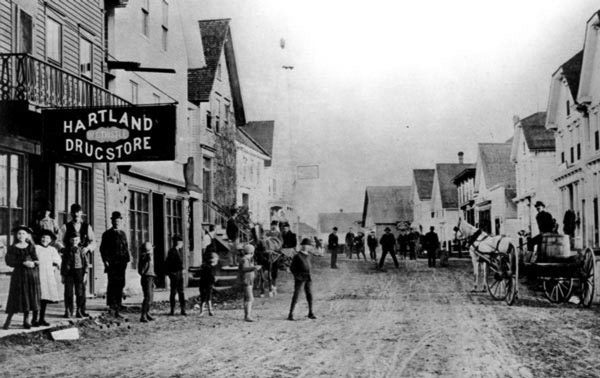
Une rue de Hartland, en 1900.
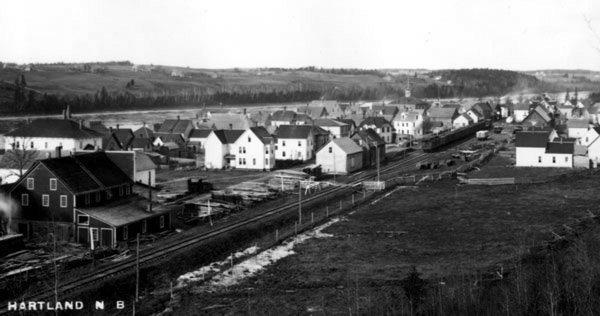
Hartland en 1910.

## Démographie
(juillet 2016).
La ville comptait 947 habitants en 2006, soit une hausse de 5,0 % en 5 ans. Il y a en tout 355 ménages dont 250 familles. Les ménages comptent en moyenne 2,5 personnes tandis que les familles comptent en moyenne 3,0 personnes. Les ménages sont composés de couples avec enfants dans 32,4 % des cas, de couples sans enfants dans 21,1 % des cas et de personnes seules dans 32,4 % des cas alors que 15,5 % des ménages entrent dans la catégorie autres (familles monoparentales, colocataires, etc.). 76,0 % des familles comptent un couple marié, 4,0 % comptent un couple en union libre et 20,0 % sont monoparentales. Dans ces dernières, une femme est le parent tous des cas. L'âge médian est de 41,6 ans, comparativement à 41,5 ans pour la province. 82,6 % de la population est âgée de plus de 15 ans, comparativement à 83,8 % pour la province. Les femmes représentent 53,7 % de la population, comparativement à 51,3 % pour la province. Chez les plus de 15 ans, 26,6 % sont célibataires, 50,6 % sont mariés, 4,4 % sont séparés, 5,7 % sont divorcés et 12,7 % sont veufs. De plus, 5,7 % vivent en union libre.
| 1981 | 1986 | 1991 | 1996 | 2001 | 2006 | 2011 |
| ---- | ---- | ---- | ---- | ---- | ---- | ---- |
| 843  | 917  | 890  | 892  | 902  | 947  | 947  |

| 2016 | - | - | - | - | - | - |
| ---- | - | - | - | - | - | - |
| 957  | - | - | - | - | - | - |

Aucun habitant est autochtone ni ne fait partie d'une minorité visible. Les immigrants représentent 5,6 % de la population et 1,1 % des habitants sont des résidents permanents. 2,8 % des habitants ne sont pas citoyens canadiens et 86,7 % des habitants âgés de plus de 15 ans sont issus de familles établies au Canada depuis trois générations ou plus. En date du 16 mai 2006, 85,1 % des gens avaient la même adresse depuis au moins un an alors que 1,1 % habitaient auparavant ailleurs dans la même ville, que 14,3 % habitaient ailleurs dans la province et que personne habitait ailleurs au pays ou dans le monde. À la même date, 69,0 % des gens avaient la même adresse depuis au moins cinq ans alors que 6,5 % habitaient auparavant ailleurs dans la même ville, que 19,6 % habitaient ailleurs dans la province, que 4,8 % habitaient ailleurs au pays et que personne habitait ailleurs dans le monde.
La langue maternelle est le français chez 1,1 % des habitants, l'anglais chez 97,8 % et les deux langues chez 0,0 % alors que 1,1 % sont allophones. Les deux langues officielles sont comprises par 7,8 % de la population alors qu'aucun habitant est unilingue francophone, que 92,2 % sont unilingues anglophones et qu'aucun ne connait ni l'anglais ni le français. Tous les habitants parlent anglais à la maison ou au travail.
Chez les plus de 15 ans, 25,2 % n'ont aucun certificat, diplôme ou grade, 23,8 % ont uniquement un diplôme d'études secondaires ou l'équivalent et 50,3 % détiennent aussi un certificat, un diplôme ou un grade post-secondaire; par comparaison, ces taux s'élèvent à 29,4 %, 26,0 % et 44,6 % au provincial. Parmi la même tranche d'âge, 15,4 % des gens possèdent un diplôme d'un programme d'un an au CCNB ou l'équivalent, 22,4 % détiennent un diplôme d'un programme de trois ans au CCNB ou l'équivalent, 2,8 % ont un diplôme ou un certificat universitaire inférieur au baccalauréat et 9,8 % ont un certificat, un diplôme ou un grade universitaire plus élevé. Parmi ces diplômés, 13,7 % sont formés en enseignement, aucun en arts ou en communications, 5,5 % en sciences humaines, 11,0 % en sciences sociales ou en droit, 20,5 % en commerce, en gestion ou en administration, aucun en sciences et technologies, 5,5 % en mathématiques ou en informatique, 12,3 % en architecture, en génie ou dans des domaines connexes, aucun en agriculture, en ressources naturelles ou en conservation, 19,2 % en santé, parcs, récréation ou conditionnement physique, 11,0 % en services personnels, de protection ou de transport et aucun dans d'autres domaines. Les diplômés post-secondaires ont terminé leurs études à l'extérieur du pays dans 5,5 % des cas.

## Économie

### Travail et revenu
(septembre 2024).
Le recensement de 2006 de Statistique Canada fournit aussi des données sur l'économie. Chez les habitants âgés de plus de 15 ans, le taux d'activité était alors de 70,6 %, le taux d'emploi était de 64,3 % et le taux de chômage était de 7,9 % ; à titre de comparaison, ceux de la province étaient respectivement de 63,7 %, 57,3 % et 10,0 %.
Chez les personnes âgées de 15 ans et plus, 500 ont déclaré des gains et 660 ont déclaré un revenu en 2005. 88,8 % avaient aussi déclaré des heures de travail non rémunérées. Le revenu médian s'élevait alors à 23 912 $ avant et à 21 094 $ après impôt, comparativement à la moyenne provinciale de 22 000 $ avant et 20 063 $ après impôt; les femmes gagnaient en moyenne 1 125 $ de moins que les hommes après impôt, soit 19 969 $. En moyenne, 75,7 % du revenu provenait de gains, 16,0 % de transferts gouvernementaux et 7,9 % d'autres sources. 6,3 % de toutes les personnes dans les ménages avaient un faible revenu après impôt, une proportion montant à 11,9 % pour les moins de 18 ans.
Parmi la population active occupée, 8,7 % des gens travaillaient à domicile, aucun ne travaillaient en dehors du pays, 7,6 % étaient sans lieu de travail fixe et 83,7 % avaient un lieu de travail fixe. Parmi les travailleurs ayant un lieu de travail fixe, 48,1 % travaillaient en ville, 45,5 % travaillaient ailleurs dans le comté, 5,2 % travaillaient dans un autre comté et 2,6 % travaillaient dans une autre province.

### Principaux secteurs
En 2006, on dénombrait 6,1 % des emplois dans l'agriculture, la pêche et les autres ressources, 5,1 % dans la construction, 16,2 % dans la fabrication, 6,1 % dans le commerce de gros, 5,1 % dans le commerce de détail, 5,1 % dans la finance et l'immobilier, 11,1 % dans la santé et les services sociaux, 4,0 % dans l'éducation, 24,2 % dans les services de commerce et 16,2 % dans les autres services.
Les principaux employeurs de Hartland sont l'usine de croustilles Humpty Dumpty et l'entreprise de camionnage Day & Ross Ltd., l'une des dix plus importantes au Canada. La ville est également visitée par les touristes de passage, notamment pour voir son pont couvert.
Entreprise Carleton, membre du Réseau Entreprise, a la responsabilité du développement économique.

## Chronologie municipale
- 1803: Érection de la paroisse de Wakefield dans le comté d'York.
- 1833: Création du comté de Carleton à partir d'une portion du comté d'York, dont la paroisse de Wakefield. Création de la paroisse de Brighton à partir d'une portion de la paroisse de Wakefield. Création de la paroisse d'Aberdeen à partir de portions de la paroisse de Brighton et de la paroisse de Kent.
- 1966: La municipalité du comté de Carleton est dissoute. La paroisse de Brighton devient alors un district de services locaux. Constitution du village d'Hartland et du DSL de Coldstream dans la paroisse[25],[26].
- 2023: Dans le cadre de la réforme de la gouvernance locale, les districts de services locaux (DSL) de la paroisse de Brighton, de Coldstream et de Somerville sont annexés à la ville, de même que des parties des DSL de la paroisse de Bright, de la paroisse de Peel, de la paroisse de Simonds et de la paroisse de Wakefield[27].

## Administration
(juillet 2016).

### Conseil municipal
Le conseil municipal est formé d'un maire et de six conseillers généraux.
Le conseil municipal actuel est élu lors de l'élection quadriennale du 10 mai 2016.
Anciens conseils municipaux
Un conseil est élu par acclamation lors de l'élection du 12 mai 2008. Le conseil municipal suivant est élu lors de l'élection quadriennale du 14 mai 2012.
| Mandat      | Fonctions   | Nom(s)                                                                     |
| ----------- | ----------- | -------------------------------------------------------------------------- |
| 2012 - 2016 | Maire       | J. Craig Melanson                                                          |
| 2012 - 2016 | Conseillers | Wayne D. Britton, Tracy D. DeMerchant, Travis Dickinson et Patrick Harris. |

| Mandat      | Fonctions   | Nom(s) |
| ----------- | ----------- | --- |
| 2008 - 2012 | Maire       | Wayne D. Britton                                                                                                  |
| 2008 - 2012 | Conseillers | Patricia (Trish) F. Cook, David W. Gormley, Blaine D. Lawrence, Roy T. Layte, Susan C. Macleod, Wayne A. Rideout. |

| Période                                  | Période        | Identité              | Étiquette | Qualité  |
| ---------------------------------------- | -------------- | --------------------- | --------- | -------- |
| 2012                                     | en cours       | J. Craig Melanson     |           |          |
| 2008                                     | 2012           | Wayne D. Britton      |           |          |
| 2004                                     | 2008           | Neville Hargrove      |           |          |
| 2001                                     | 2004           | Bruce Richard MacLeod |           |          |
| 1998                                     | 2001           | Betty Lou Craig       |           |          |
|                                          | 1998           | David Dow             |           |          |
|                                          | 3 janvier 1952 | Heber Harold Hatfield |           | Marchand |
| Les données manquantes sont à compléter. |                |                       |           |          |

### Représentation et tendances politiques
(novembre 2024).
Hartland est membre de l'Union des municipalités du Nouveau-Brunswick.
 Nouveau-Brunswick: Hartland fait partie de la circonscription provinciale de Carleton, qui est représentée à l'Assemblée législative du Nouveau-Brunswick par Dale Graham, du Parti progressiste-conservateur. Il fut élu en 1993 puis réélu depuis ce temps.
 Canada: Hartland fait partie de la circonscription électorale fédérale de Tobique—Mactaquac, qui est représentée à la Chambre des communes du Canada par Michael Allen, du Parti conservateur. Il fut élu lors de la 39e élection générale, en 2006, et réélu en 2008.

## Vivre à Hartland

### Éducation
L'école communautaire Hartland accueille les élèves de la maternelle à la 12e année. C'est une école publique anglophone faisant partie du district scolaire #14.
La ville est incluse dans le territoire du sous-district 8 du district scolaire Francophone Nord-Ouest. Les écoles francophones les plus proches sont à Grand-Sault. Cette ville compte aussi un campus du CCNB-Edmundston alors qu'il y a une université à Edmundston même.
Hartland possède la bibliothèque publique Dr-Walter-Chesnut.

### Autres services publics
Hartland possède aussi un hôpital, un poste d'Ambulance Nouveau-Brunswick, une caserne de pompiers et un bureau de poste. Il y a aussi un foyer de soins agréés, la Central Carleton Nursing Home.
La ville possède un poste de la Gendarmerie royale du Canada. Il dépend du district 7, dont le bureau principal est situé à Woodstock.
L'église Holy Trinity est une église anglicane.
Les anglophones bénéficient des quotidiens Telegraph-Journal, publié à Saint-Jean, et The Daily Gleaner, publié à Fredericton. Ils ont aussi accès au bi-hebdomadaire Bugle-Observer, publié à Woodstock. Les francophones ont accès par abonnement au quotidien L'Acadie nouvelle, publié à Caraquet, ainsi qu'à l'hebdomadaire L'Étoile, de Dieppe.

## Culture

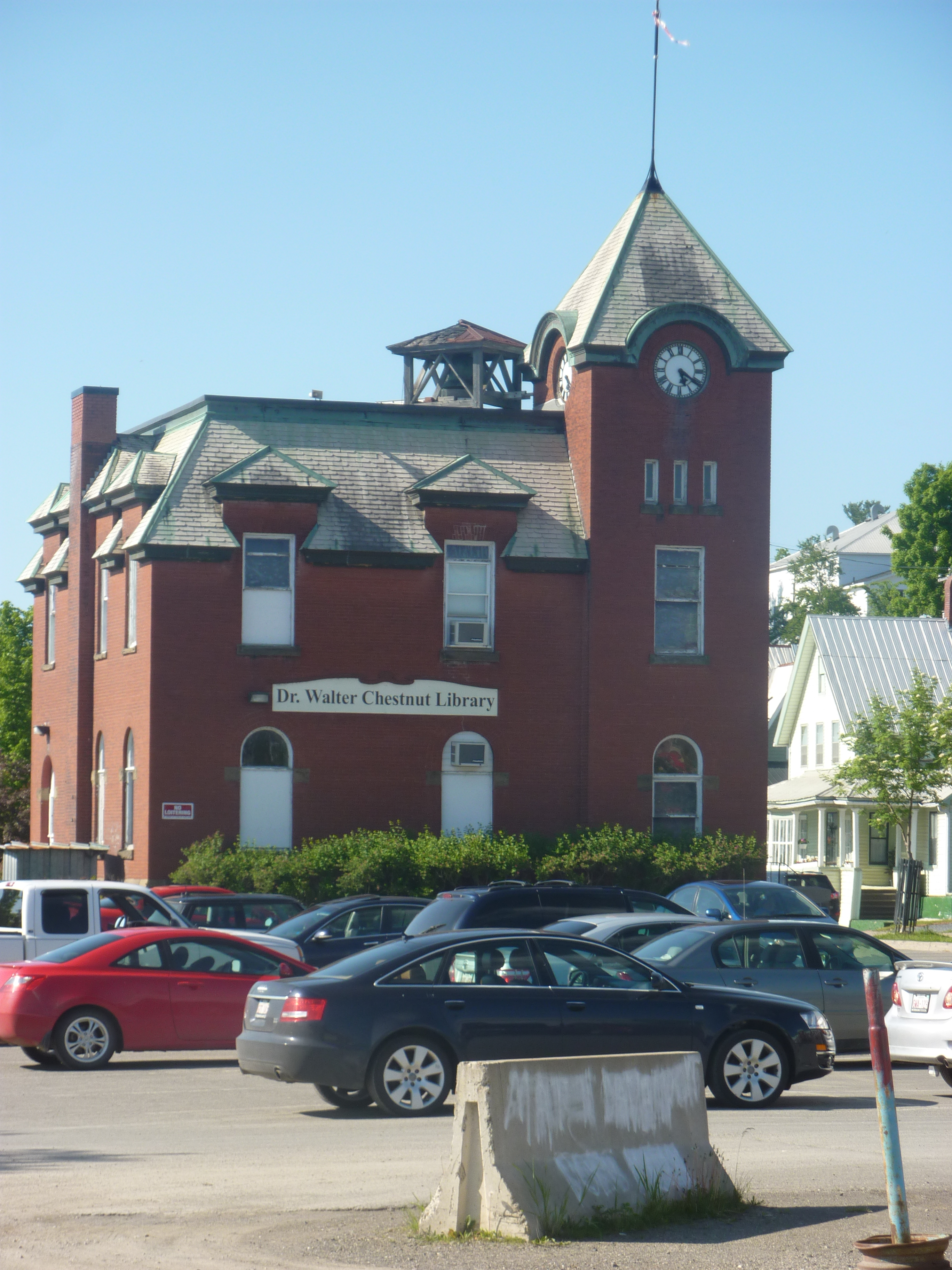
Bibliothèque Dr Walter Chesnut

### Langues
Selon la Loi sur les langues officielles, Hartland est officiellement anglophone puisque moins de 20 % de la population parle le français.

### Architecture et monuments

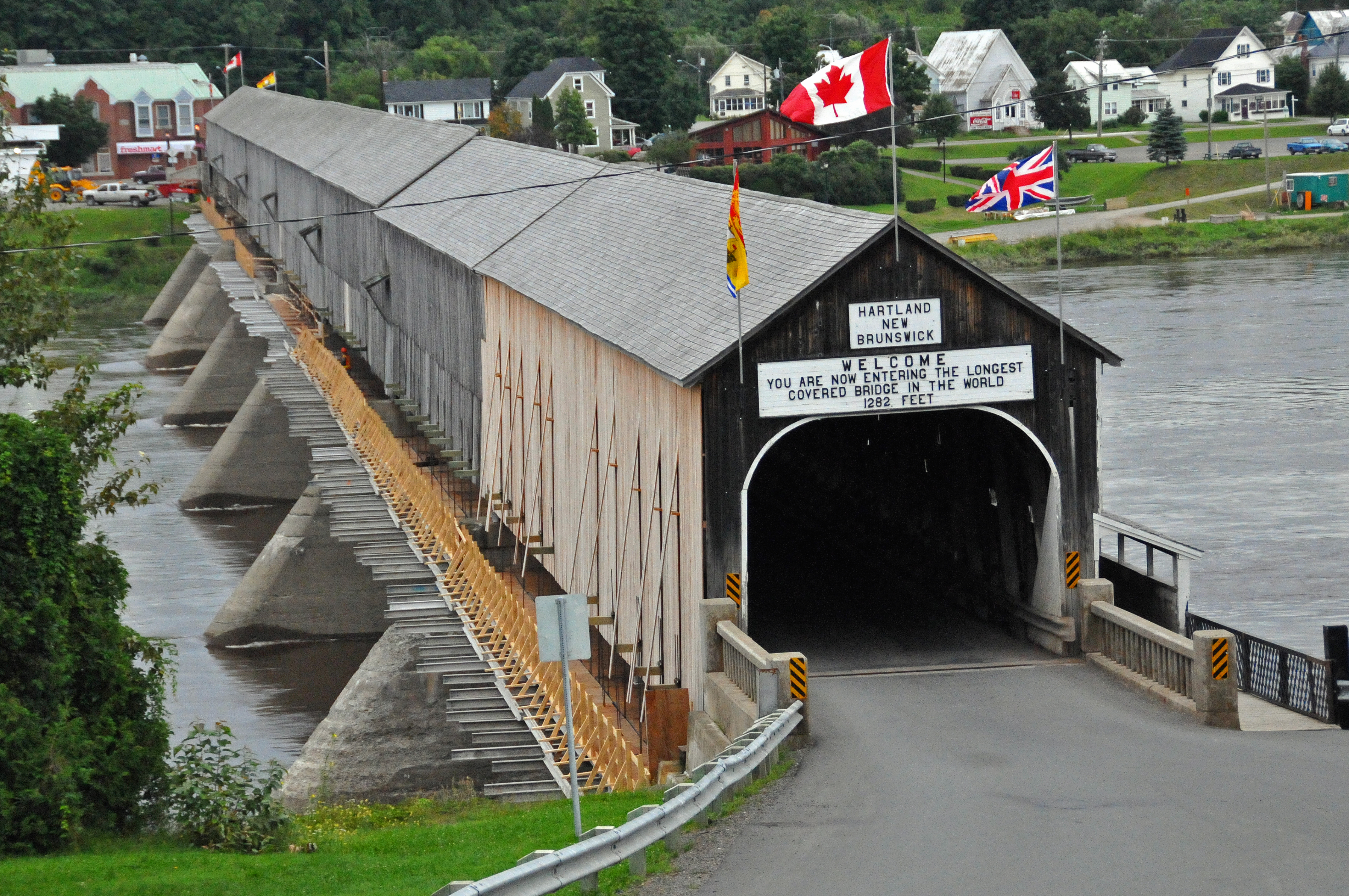
Pont couvert de Hartland

Hartland possède un pont couvert permettant de traverser le fleuve Saint-Jean. Le pont fut construit en 1901 puis couvert en 1921. Il est constitué de sept travées couvertes, dont quatre en dalles de béton renforcées. Cinq des travées mesurent 51 mètres de long et les deux autres mesurent 43,9 mètres, pour une longueur totale de 391 mètres de long, faisant du pont d'Hartland le plus long pont couvert du monde.
La rue principale, fréquemment victime d'inondations et d'incendies par le passé, compte toujours plusieurs édifices historiques malgré les modifications importantes.
Il y a une attraction de bord de route à Hartland: une sculpture représentant un pêcheur malécite et une femme.

### Personnalités
- Alden Nowlan (1933-1983) réside à Hartland de 1952 à 1962, ou il est journaliste puis rédacteur en chef du Observer; il écrit plusieurs de ses premiers poèmes durant cette période, ainsi que plusieurs des histoires de Miracle at Indian River, publié en 1968[35].